# Abraham Valdelomar
Pedro Abraham Valdelomar Pinto (Ica, 27 avril 1888 – Ayacucho, 3 novembre 1919) est un écrivain, poète, journaliste, essayiste et dramaturge péruvien. 
Considéré comme l'un des meilleurs conteurs péruviens (avec Julio Ramón Ribeyro), il laisse en particulier deux recueils de contes, El caballero Carmelo (1918) et Los hijos del Sol (1921, posthume). Dans le premier d'entre eux, il utilise un vocabulaire et une rhétorique conservateurs très proches des romans de chevalerie pour raconter l'histoire mélancolique d'un coq de combat. Dans le deuxième recueil, il s'inspire du passé du Pérou, évoquant le temps des Incas.

## Biographie
Étudiant de la faculté des lettres de l'université de San Marcos, il décide de travailler comme dessinateur pour divers magazines. Poète, attiré par la modernité, il publie pour la revue Contemporáneos (1909) et ses premiers contes sont publiés l'année suivante. Chroniqueur pour El Diario de Lima, ses premiers travaux sont influencés à la fois par l'œuvre du Péruvien Manuel González Prada et aussi par le poète italien Gabriele D'Annunzio.
En 1915, il travaille comme secrétaire du président du Conseil des ministres du gouvernement de José Pardo y Barreda avant de se consacrer entièrement au journalisme et à la littérature. Connu sous le pseudonyme de El Conde de Lemos, il devient un leader d'opinion influent et se fait le chantre de la modernité intellectuelle au Pérou. En 1916, il fonde l'éphémère revue littéraire Colónida et dirige le mouvement intellectuel du même nom, le Movimiento Colónida, qui réunit une génération d'artistes et d'écrivains voulant rompre avec l'académisme hispanique, partisans du libre renouvellement des thèmes et des styles.
Après s'être fracturé la colonne vertébrale, il meurt à 31 ans, après deux jours d'agonie. Son cercueil contenant sa dépouille mortelle fut transporté d'Ayacucho (où il est décédé) à Huancayo sur les épaules de 16 Indiens d'Ayacucho. Par la suite, le cadavre de l'écrivain fut transféré par train à Lima, avant d'être enterré au cimetière Presbítero Maestro de la capitale péruvienne.

## Œuvres
| - 1911 - La Ciudad de los Tísicos - 1911 - La Ciudad Muerta - Yerba Santa |  | - 1918 - El Caballero Carmelo - 1921 - Los hijos del sol - El vuelo de los cóndores |  | - 1916 - Las Voces Múltiples - 1916 - Tristitia - El hermano ausente en la cena de Pascua |

| - 1914 - El vuelo - 1916 - Verdolaga - Palabras |  | - 1910 - Con la argelina al viento - 1917 - Ensayo sobre la psicología del gallinazo - 1918 - Belmonte, El Trágico. Ensayo de una estética futura a través del arte nuevo |

### Biographie
- 1915 - La Mariscala